# Nancy Lancaster

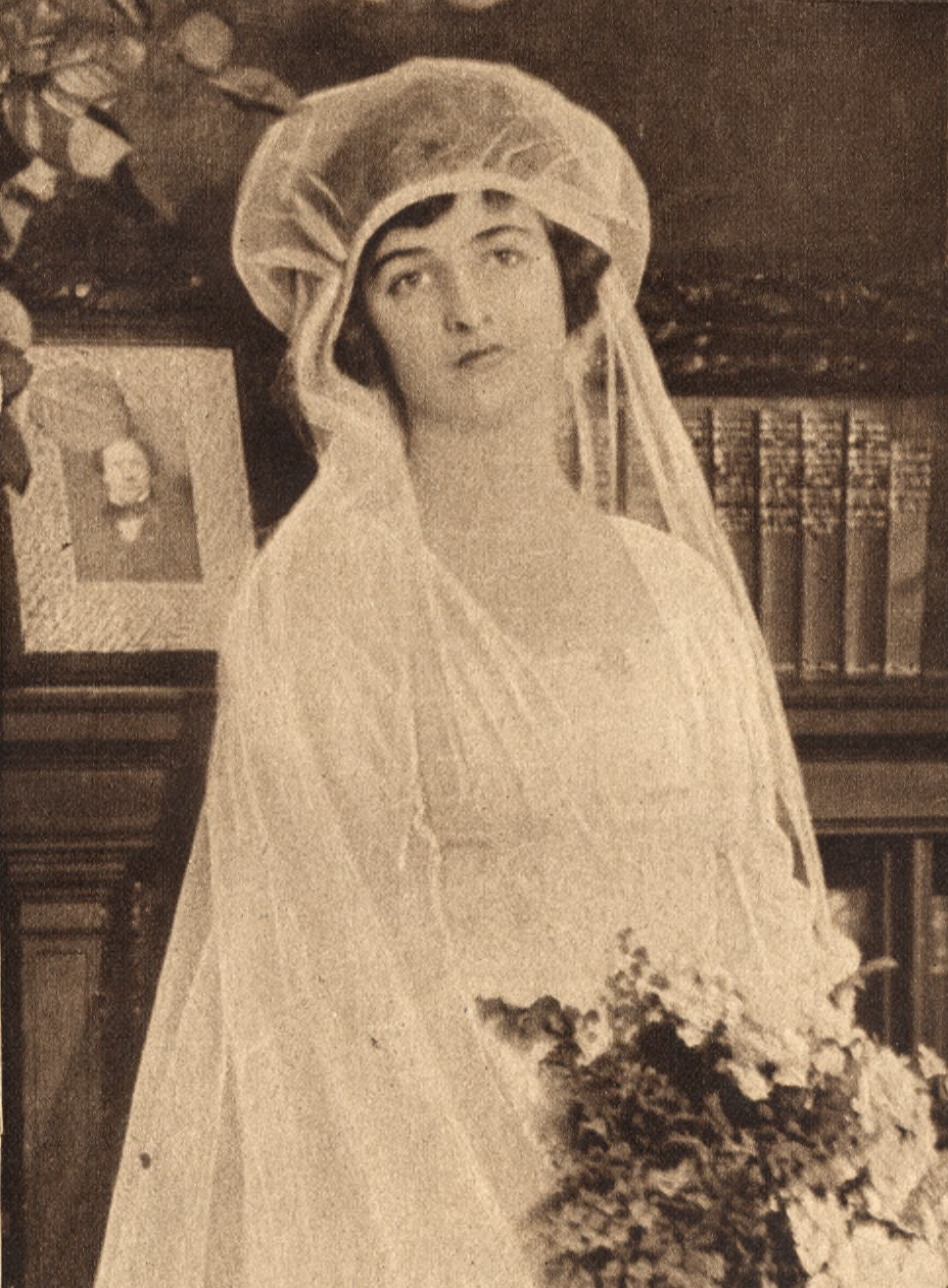
Nancy Keene Perkins, Hochzeitsfoto, erste Ehe

Nancy Lancaster (10. September 1897 in Mirador bei Greenwood, Virgina – 19. August 1994 in Little Haseley, Oxfordshire) war eine US-amerikanische Gesellschaftsdame sowie Innenraum- und Gartengestalterin.

## Leben
Nancy Keane Perkins war die älteste Tochter des Fleischgroßhändlers Thomas Moncure Perkins und seiner Frau Elizabeth Langhorne, Tochter von Chiswell Langhorne. Mary Astor war ihre Tante mütterlicherseits. Sie wurde in Mirador, einem 1842 für  James M. Bowen (1793–1880) erbauten Gutshaus im Südstaatenstil in der Nähe von Charlottesville geboren und wuchs in Richmond und New York auf. Im Alter von 15 Jahren verwaist, kam sie in die Obhut ihrer Tante Irene Langhorne Gibson, eine ehemals gefeierte Schönheit und Gesellschaftsdame. 1918 heiratete sie Henry Field, einen Enkel des Kaufhauskönigs Marshall Field, der jedoch nach sechmonantiger Ehe an der spanischen Grippe verstarb. Sie ehelichte daraufhin seinen Vetter Ronald Lambert Tree (1897–1976), den Erben des Kaufhausvermögens.

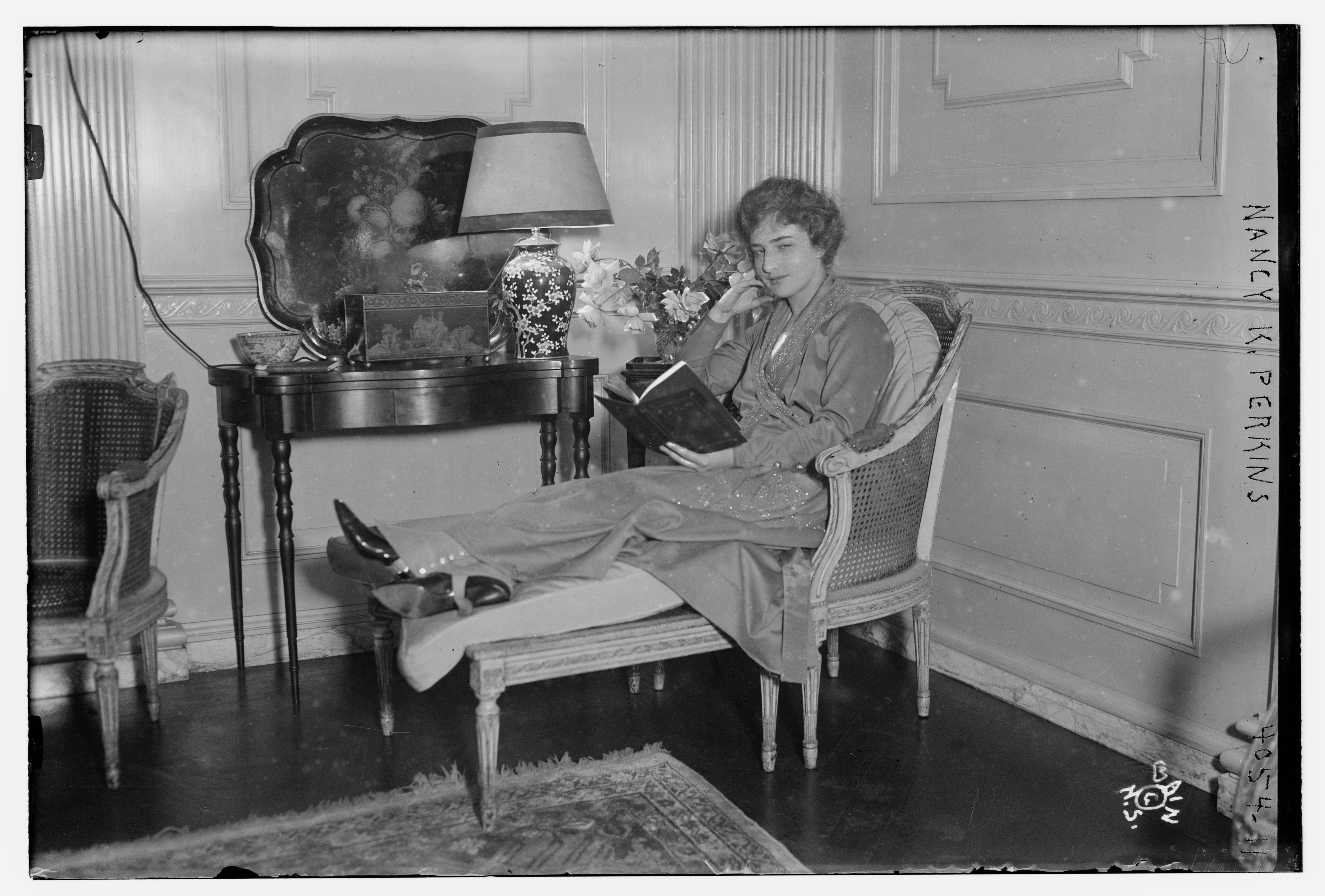
Nancy Perkins, 1916

Mit 26 Jahren siedelte sie mit ihrem Gatten nach England über. Tree strebte hier eine politische Karriere in der konservativen Partei an. Nancy verlor jedoch nie ihren starken Südstaatenakzent ("Tidewater"). Das Ehepaar hatte zwei Söhne, Michael (1921–1999) und Jeremy Tree, und eine bald nach der Geburt verstorbene Tochter. Das Paar lebte seit 1928 für eine pro-forma Miete in dem Jagdsitz Kelmarsh aus dem 18. Jahrhundert in Northamptonshire, den sie im Gegenzug renovierten. Nancy legte mit Hilfe von Sibylle Colefax, Geoffrey Jelicoe, Norah Lindsay und Russell Page einen Garten an, der jedoch heute stark verwildert ist. Ihre phonetisch geschriebenen Notizen sind erhalten. Noath Lindsay war angestellt, um die Anlage der Staudenbeete (double herbaceous borders) zu planen, legte aber auch Hand an, um Blumenzwiebeln zu setzen. In ihren Briefen wird Jelicoe nicht erwähnt, es ist also unklar, wie die Zusammenarbeit der verschiedenen Gestalter funktionierte. Lindsay erhielt jährlich 100 Pfund, um nach dem Garten zu sehen, ein Arrangement, das  sie mit zahlreichen Gartenbesitzern hatte. In ihren Briefen beschwerte sie sich jedoch über die hochherrschaftliche Art, in der Tree sie in unpassenden Momenten nach Kelmarsh befahl. Sie genoss dort allerdings auch die Gastfreundschaft und die Gesellschaft von Mitgliedern der Oberschicht.

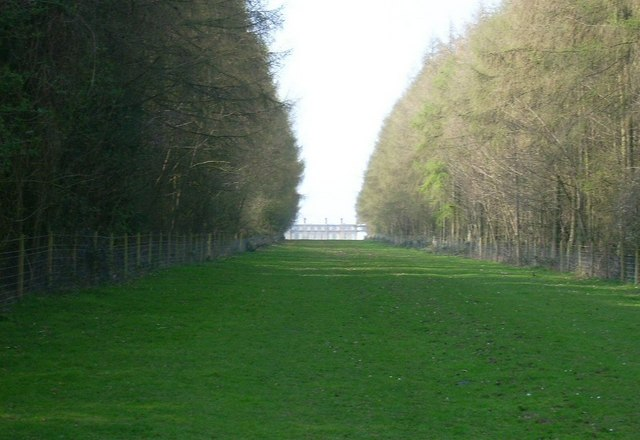
Blick auf Ditchley House durch die Allee

1933 kaufte Tree das Herrenhaus Ditchley in Oxfordshire, wo Nancy Tree unter anderem einen großen Rosengarten anlegte. Bei der Gestaltung des Gartens halfen ihr Norah Lindsay, Graham Stuart Thomas und Russel Page. Zusammen mit Lady Colefax und dem französischen Innenarchitekten Stéphane Boudin richtete sie das Haus ein, das damals als sehr geschmackvoll gelobt wurde. Zahlreiche Mitglieder der Britischen Oberschicht gingen hier ein und aus. Sie stellten das Haus auch für die Hochzeit von Norah Lindsays Sohn Peter mit Janie Kenyon Slaner zur Verfügung. Auch der Schauspieler David Niven war ein häufiger Gast. Während des Krieges war der Premierminister Winston Churchill häufig zu Gast, das Haus galt als sicherer als Chequers. Churchill verschaffte Tree eine Stelle im Propagandaministerium, wo er eine Affaire mit der zwanzig Jahre jüngeren Amerikanerin Marietta Peabody FitzGerald (1917–1991) begann. Nancy Tree zog sich nach Ruthven Castle, einer Privatklinik in Wales zurück. Es gibt Andeutungen, dass sie danach selber mit Affairen begann. 1945 ließ sich Tree scheiden, um FitzGerald zu heiraten.

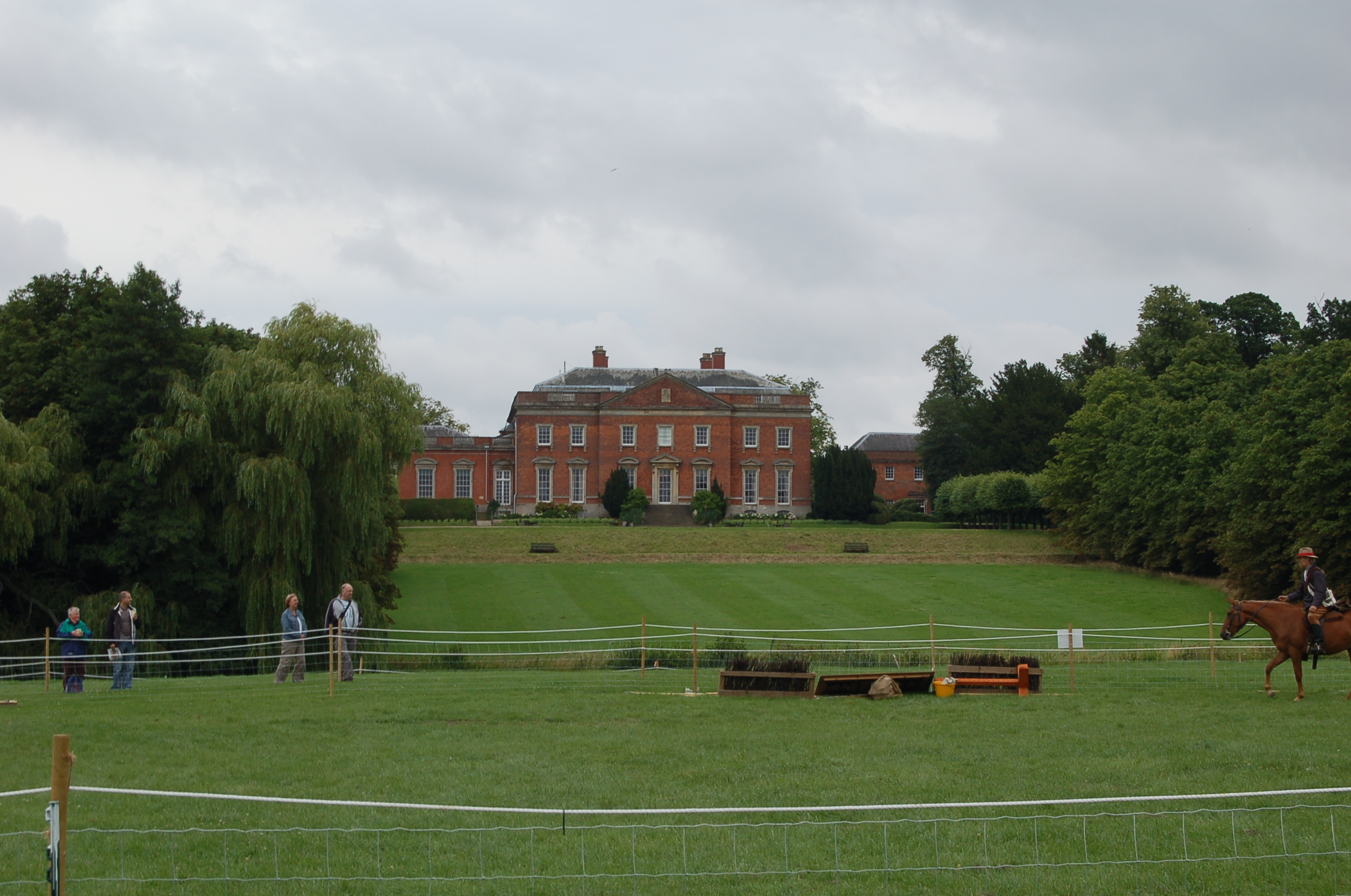
Kelmarsh Hall 2009

Nancy heiratete 1947 Oberst Claude G. Lancaster (Juby, 1899–1977), einen konservativen britischen Abgeordneten, Besitzer des Landsitzes Kelmarsh Hall, das sie sehr schätzte. Auch diese Ehe endete mit einer Scheidung. Nancy Lancaster weigerte sich jedoch, das Haus zu verlassen, bis Oberst Lancaster schließlich den Strom abstellte.
Lancaster erwarb 1954 Haseley Court in Oxfordshire mit dem Geld aus dem Verkauf von Mirador. Der Landsitz ist berühmt für sein aus Formschnitt gestaltetes Schachspiel, das um 1850 entstand. Russell Page war wiederum bei der Gestaltung des Gartens behilflich, wie auch der ehemalige Obergärtner Shepherd Graham, der den Garten über den Krieg gebracht hatte. Das Herrenhaus von Haseley brannte 1971 aus. Lancaster verkaufte es, behielt jedoch den ummauerten Garten und lebte danach im Kutscherhaus. Es existieren mehrere Porträts von Valerie Finnis, welche die sorgsam gestylte Nancy Lancaster bei der Gartenarbeit zeigen. Im Alter von 96 Jahren verstarb Nancy Lancaster nach kurzer Krankheit in Kutscherhaus in Little Haseley.

## Werk
1945 kaufte Ronald Tree die von Sibylle Colefax und John Fowler begründete Designagentur Colefax&Fowler in London und überließ sie seiner Frau. Die praktische Arbeit übernahmen der Innenarchitekt John Fowler, Tree lieferte einige Ideen und vor allem die gesellschaftlichen Kontakte.
Lancaster prägte in den 1950er Jahren den "typischen" englischen Landhausstil, mit dem sie jedoch die Inneneinrichtung von heruntergekommenen Gutshäusern der Südstaaten nachzuahmen suchte. Die bewusst verschiedenartigen Möbel und Bezüge, kombiniert mit viel Chintz und Blattgold sollten den Eindruck natürliche Alters und zufälliger Zusammenstellung erzeugen. Ihr Stil wurde auch als "Oma-Schick" bezeichnet.

### Gärten
Norah Lindsay führte Lancaster in die Grundlagen der Gartengestaltung ein. David Hicks nannte sie die einflussreichste englische Gärtnerin seit Gertrude Jekyll, diese Ansicht wird jedoch nur selten geteilt. Ihr Stil war eine "entspannte" Form des klassischen Cottage-Stils von Gertrude Jekyll, oder, mit den Worten von John Sales, "post-Jekyll". Sie schätzte Blumengärten mit grünen Ziertabak, Bartnelken, Buchsbaumhecken, Apfelbäume mit Formschnitt, Blumenrasen und Bögen mit Goldregen.